# Nuria Herrero
Pour les articles homonymes, voir Herrero.
Nuria Herrero (Valence, 12 mars 1987) est une actrice et danseuse espagnole connue pour sa participation en tant que personnage principal dans des séries télévisées espagnoles telles que Tiempos de guerra (2017), dans le rôle de Raquel Fuentes, Señoras del (h)AMPA (2019-2021), dans le rôle de Virginia Torres et Todo lo otro (2021).

## Biographie
Nuria Herrero est née le 12 mars 1987 à Valence (Espagne). À ses débuts, elle participe à des séries telles que Arrayán, El barco, Los misterios de Laura, bien que sa popularité arrive en 2015 avec la série Rabia, où elle partage l'affiche avec Patricia Vico, Paco Tous, Malena Alterio, Carles Francino ou Nuria González, entre autres. Un an plus tard, elle signe pour la comédie musicale La llamada, dirigée par Javier Calvo et Javier Ambrossi, pour incarner María Casado, en remplacement de Macarena García.
En 2017, elle signe pour la série Tiempos de guerra de Bambú Producciones pour interpréter Raquel Fuentes, sur Antena 3. La même année, elle participe à deux films : Toc Toc, en tant que protagoniste du film de Vicente Villanueva dans le rôle de Lili et dans l'adaptation cinématographique de la comédie musicale La llamada avec une apparition sporadique avec ses collègues de la comédie musicale du même nom.
En 2018, il a été annoncé qu'elle ferait partie de la série Telecinco Señoras del (h)AMPA, jouant Virginia Torres, une caissière de supermarché enceinte. Elle partage la distribution avec Toni Acosta, Mamen García et à nouveau avec Malena Alterio et Nuria González. La série a été diffusée pour la première fois en juin 2019 et est restée à l'antenne pendant deux saisons. Par la suite, elle a participé à la mini-série Besos al aire, diffusée sur Disney+ et a signé pour la série également médicale Madres. Amor y vida, dans le rôle de Berta, à partir de la quatrième saison. En outre, à la fin de l'année 2021, elle a participé à la première de la série Todo lo otro, diffusée sur HBO Max, en tant que membre de la distribution principale.

## Filmographie
| Année       | Série (titre original)  | Série (titre traduit)    | Rôle                  | Chaîne                  | Notes        |
| ----------- | ----------------------- | ------------------------ | --------------------- | ----------------------- | ------------ |
| 2007        | Como el perro y el gato | Comme chien et chat      | Chus                  | Canal Sur               | 3 épisodes   |
| 2008        | Singles Enamora´t       | Célibataires amoureux    | Paula                 | Canal 9                 | Protagoniste |
| 2010 - 2012 | Arrayán                 | Arrayán                  | Angie Pedrosa         | Canal Sur               | 90 épisodes  |
| 2013        | El barco                | Le cannot                | Épouse de Palomares   | Antena 3                | 1 épisode    |
| 2014        | Bienvenidos al Lolita   | Bienvenue à Lolita       | Lupe                  | Antena 3                | 8 épisodes   |
| 2014        | Los misterios de Laura  | Les mystères de Laura    | Julia Blasco          | La 1                    | 1 épisode    |
| 2015        | Rabia                   | Rabia                    | Belén Olivencia Rivas | Cuatro                  | 8 épisodes   |
| 2017        | Tiempos de guerra       | Temps de guerre          | Raquel Fuentes        | Antena 3                | 13 épisodes  |
| 2018        | Açò és un destarifo     | Ceci est une réduction   | Nuria                 | À Punt                  | 27 épisodes  |
| 2019 - 2021 | Señoras del (h)AMPA     | Les dames de la pègre    | Virginia Torres       | Telecinco / Cuatro      | 26 épisodes  |
| 2021        | Besos al aire           | Baisers aériens          | Berta Santos          | Disney + / Telecinco    | 2 épisodes   |
| 2021        | Todo lo otro            | Tout le reste            | Amaya                 | HBO Max                 | 8 épisodes   |
| 2022        | Madres. Amor y vida     | Mères. L'amour et la vie | Berta Santos          | Prime Video / Telecinco | 8 épisodes   |
| 2023        | Nacho                   | Nacho                    |                       | Atresplayer             |              |

| Année | Titre (original)               | Titre (traduction)                    | Rôle          | Réalisation                    |
| ----- | ------------------------------ | ------------------------------------- | ------------- | ------------------------------ |
| 2010  | El dios de madera              | Le dieu de bois                       | Susa          | Vicente Molina Foix            |
| 2010  | Donde el olor del mar no llega | Là où l'odeur de la mer n'atteint pas | Patricia      | Lilian Rosado González         |
| 2013  | El amor no es lo que era       | L'amour n'est plus ce qu'il était     | Neus          | Gabriel Ochoa                  |
| 2016  | Nacida para ganar              | Née pour gagner                       | Cruz          | Vicente Villanueva             |
| 2017  | La llamada                     | Holy Camp!                            | Fille du camp | Javier Calvo y Javier Ambrossi |
| 2017  | Toc Toc                        | Toc Toc                               | Lili          | Vicente Villanueva             |
| 2018  | Cuando dejes de quererme       | Quand tu cesseras de m'aimer          | Voisine       | Igor Legarreta                 |
| 2020  | Zerø                           | Zerø                                  | Julia         | Inaki Sanchez Arrieta          |
| 2021  | El sustituto                   | Le substitut                          | Lola          | Óscar Aibar                    |

| Année       | Titre (original)     | Titre (traduction) | Rôle          | Réalisation                    |
| ----------- | -------------------- | ------------------ | ------------- | ------------------------------ |
| 2016 - 2018 | La llamada (musical) |                    | Susana Romero | Javier Calvo y Javier Ambrossi |
| 2022 - ¿?   | Tercer cuerpo        | Troisième corps    | Sofia         | Claudio Tolcachir              |